# Трагічний тиждень (Аргентина)

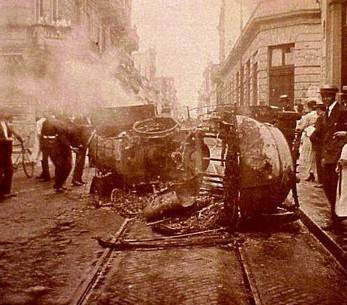

Трагічний тиждень (ісп. Semana Trágica) — серія кровопролитних вуличних сутичок, що відбулися в Буенос-Айресі в січні 1919 року, протягом періоду так званої «Соціальної революції». На той час в регіоні Ла-Плати поширилися ідеології марксизму і анархізму, частково через значну імміграцію з Європи, крім того, нещодавні Мексиканська та Російська революції розглядалися як стимул для робітничого класу до активних дій. В той же час в Аргентині розпочалася активна індустріалізація, паралельно моделі країни-експортера продовольства, через що в країні сформувався великий клас пролетаріату.

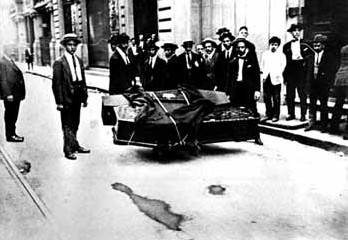

Події Трагічного тижня почалися 7 січня 1919 року зі страйку робітників металургійних підприємств у Буенос-Айресі, які вийшли на площу Мартіна Феррери (округ Сан-Крістобаль). Страйкарі вимагали скорочення робочого дня з 11 до 8 годин, кращих умов роботи, збільшення терміну відпустки, збільшення заробітної плати та повернення звільнених. Компанії спробували продовжити виробництво за допомогою штрейкбрехерів, яких їм надала Асоціація праці. Ворожнеча робітників до цих тимчасових працівників привела до жорстоких сутичок між ними, для придушення яких поліція використала важке озброєння проти робітників. Сутички поширилися і на інші райони міста, де протестуючи били вікна та кидали каміння з мостових. При цьому чотири робітника загинули, а 30 було важко поранено, кілька з них загинуло пізніше.

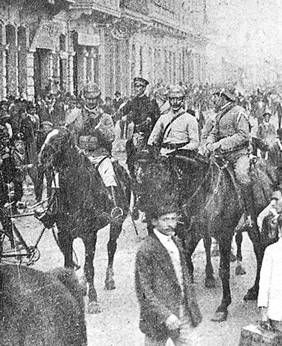

Дії поліції викликали протест робітничих організацій країни, таких як Регіональна робітнича організація Аргентини IX Конгресу (ісп. FORA del IXº) та V конгресу (ісп. FORA del Vº), соціалістів, комуністів, революційних синдікаталістів і анархістів, які 8 січня закликали до страйку по всій країні, що повинен був розпочатися 9 січня. Того ж дня багато робітників зібралися для поховання вбитих 7 січня. О 17 годині вони прибули до кладовища Чакаріта в Буенос-Айресі, де, через звинувачення в адресу депутатів з боку мітингуючих, поліція відкрила вогонь по процесії. Згідно з проурядовою газетою «Ла Пренса» загинуло 8 чоловік, тоді як соціалістичні газети вказували на більш ніж 50 вбитих. Ця подія викликала початок широкомасштабних і хаотичних боїв робітників з поліцією.
Правлячими класами були сформовані групи ополчення «Патріотичної ліги Аргентини» з метою охорони консервативних цінностей, традицій, а головне — власності багатого класу. Ці групи переслідували та вбивали лідерів робітничого руху, проте вони почали нападати й на іноземців та їх майно. Ними були побито та вбито багато євреїв, росіян, поляків, німців та інших. Згідно з газетою «La Vanguardia» від 14 січня, у місті загинуло близько 700 робітників та близько 4000 було поранено.

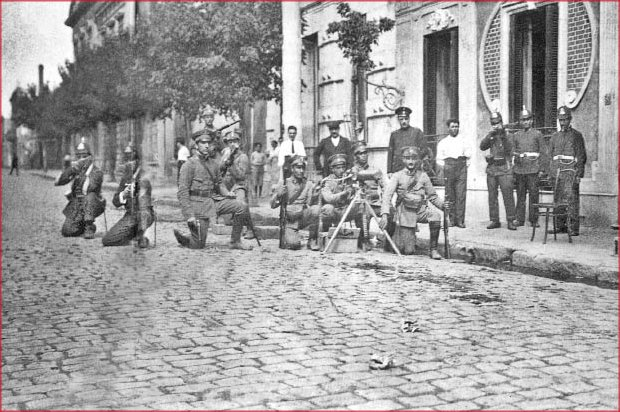
Фотографія з газети «Revista Caras y Caretas» від 18 січня

Загалом, робітники мали перевагу перед поліцією та Патріотичною лігою, «Ла Пренса» писала про загрозу «революційної війни». Проте президент Іполіто Іріґоєн передав місто під військове командування полковника Луїса Дельєпіане, який мобілізував війська для наведення порядку, сутички з якими збільшили число вбитих до близько 1000 чоловік. В результаті репресивних дій поліції, проурядових військ (серед яких був і полковник Хуан Перон) та «Патріотичної ліги» і дій уряду, який змусив власників підприємств погодитися на умови страйкарів та звільнив лідерів FORA, насильство припинилося до 17 січня 1919 року.